# Albert Gonzalez
Albert Gonzalez, rojen leta 1980 na Floridi, je ameriški heker, ki se je ukvarjal s krajo številk kreditnih kartic. Število teh se giba okoli 170 milijonov. Gonzalezu in njegovi ekipi hekerjev je to uspelo z metodo wardriving in SQL injection napadi. Deloval je pod različnimi psevdonimi: CumbaJohnny, Soupnazi in Segvec.
25. marca 2010 je bil spoznan za krivega kraje podatkov o kreditnih karticah in obsojen na 20 let zaporne kazni, ki jo prestaja v Wyatt Detention Center v Central Fallsu, Rhode Island.
Gonzalez je bil skupaj s svojimi sostorilci predstavljen v epizodi serije CNBC American Greed z naslovom: Albert Gonzalez: Get Rich or Die Tryin.

## Življenje
Oče Alberta Gonzaleza je prišel iz Kube v ZDA leta 1970. Otroštvo je Albert Gonzalez preživel na Floridi, v soseski delovnega razreda v Miamiju. Gonzalez je kot otrok pomagal v očetovem podjetju in si tako že pri 12 letih kupil svoj prvi računalnik, s katerim je postal obseden, kar se je odražalo v slabšem šolskem uspehu. Pridružil se je skupini hekerjev in že pri 14 letih vdrl v Naso, zato so ga že v času šolanja obiskali agenti FBI.
Leta 1999 je diplomiral in se vpisal na fakulteto, študij je kmalu opustil in se preselil v New York, kjer se je zaposlil pri Siemensu. Ko se je podjetje preselilo v Pensilvanijo je Gonzalez je ostal brez zaposlitve. Kmalu zatem je začel uživati droge in se začel ukvarjati z nezakonitimi aktivnostmi na internetu, kot so vdori v podjetja.

## ShadowCrew
Brezposelnost ga je privedla do ShadowCrewa. To je bil forum, ki je postavil temelje današnjim ilegalnim forumom in ilegalnim trgovinam na spletu, kjer se je lahko kupilo ali prodajalo podatke o kreditnih karticah, najelo ljudi za pranje denarja itd. Gonzalez je kmalu postal administrator ShadowCrewa pod psevdonimom CumbaJohnny. V času, ko je bil Gonzalez administrator ShadowCrewa so prodali več kot milijon številk kreditnih kartic. Dvig denarja z načinom kraje številke kreditnih kartic je mogoč z zlorabo številke in PIN kode kartice. Pri tem gre za prevaro z bankomatom, kjer se ukradeni podatki (številka in PIN koda) prekodirajo na kartico brez podatkov, ta kartica pa nato omogoča dvig denarja. Leta 2003 so ga opazili policisti, kako je na bankomatu dvigal denar iz večjega števila kartic. Med aretacijo so odkrili, da je odgovoren za zlorabe kreditnih kartic in storilec kibernetske kriminalitete ter ga predali Tajni službi ZDA (US Secret Service), ki deluje na področju kibernetske varnosti. Pri Tajni sllužbi ZDA so hitro prepoznali njegovo nadarjenost in tako je prišlo do tega, da je leta 2004 postal njihov informant pri operaciji Firewall. To je bila 18-mesečna preiskava, ki je razkrinkala mrežo tatov, ki so bili odgovorni za krajo 1,7 milijonov številk kreditnih kartic. Za delo je dobil plačilo v vrednosti 75.000 dolarjev na leto. Z njegovo pomočjo so prijeli 28 članov ShadowCrewa. Tajna služba ZDA ga je po tej operaciji izpustila in Gonzalez se je vrnil v Miami.

## Get Rich Or Die Tryin'
Kljub temu, da je Gonzalez pomagal Tajni službi ZDA pri operaciji Firewall, je vzporedno načrtoval operacijo Get Rich or Die Tryin', ki pa ni bila legalna. Njegov načrt je bil, da bi vdrl v sisteme manjših trgovin, pridobil podatke kreditnih in debetnih kartic in jih nato prodal. K sodelovanju je povabil hekerje, ki jih je spoznal na internetu že kot najstnik. Njegovo ekipo so sestavljali Stephen Watt, Patrick Toey, Christopher Scott in Jonathan James. Pri svojem delu so uporabili tehniko »wardriving«, kjer so iz avta s pomočjo računalnika iskali Wi-Fi omrežja podjetij in nato prenašali podatke o karticah strank. Na ta način so vdrli v BJ's Wholesale Club in DSW. Denar so dvigovali na bankomatih tako kot takrat, ko je bil Gonzalez član ShadowCrewa. Zavedali so se, da je tak način kraje tvegan, zato so uporabili program »Sniffer Code« (program, ki spremlja in analizira omrežni promet), s katerim so lahko dostopali do podatkov na daljavo in jih tudi kopirali. Ker so potrebovali varno mesto za shranjevanje podatkov, so postavili strežnike v Latviji, Singapurju, Ukrajini in na Kitajskem.
Z operacijo Get Rich or Die Tryin' je Gonzalez s svojo ekipo do leta 2005 uspešno vdrl v več manjših trgovin, sčasoma pa jim je uspel vdor tudi v večja podjetja. Julija 2005 so napadli TJX Companies. Maja 2006 so ustvarili VPN povezavo med Gonzalezovim in TJX strežnikom. Nato so namestili Sniffer Code in do božiča 2006 s to kodo prestregli in prenesli več kot 45 milijonov številk kreditnih kartic. Po 18 mesecih je podjetje opazilo sumljivo programsko opremo na svojem sistemu ter poklicalo FBI.  Medtem pa je operacija Get Rich or Die Tryin' napredovala iz wardrivinga na SQL injection napade (to je napad na bazo podatkov, ki se izvede preko aplikacijskega vmesnika ("app proxy"), ki ga podjetje uporablja za dostop do podatkov v bazi - največkrat je cilj napadalcev pridobiti večje število zapisov v bazi, do katere nepooblaščen uporabnik nima dostopa). Njihove tarče so bila razna podjetja, med drugimi tudi Heartland Payment Systems. Več mesecev so prestrezali in prenašali podatke in imeli dostop do preko 130 milijonov številk kreditnih in debetnih kartic.
Problem je nastal, ko so turške oblasti aretirale Maksyma Yastremskiya, ki je igral ključno vlogo pri TJX vdorih, saj je prodajal številke kreditnih kartic kupcem po Ameriki, Evropi in Aziji ter si delil dobiček z Gonzalezom. Pri pregledu njegovega računalnika so našli pogovore z Gonzalezom, ki je uporabljal inicialke CJ, kar je pomenilo CumbaJohnny.

## Aretacija
7. maja 2008 so zvezni agentje preiskali Gonzalezovo stanovanje, hišo njegovih staršev, iskali pa so ga tudi v različnih hotelih, saj je večkrat spal na različnih lokacijah ravno zato, da bi ga bilo težje najti. Zasegli so več računalnikov in medijev, velike količine denarja in raznih dokumentov. Gonzaleza so našli v apartmaju v miamijskem hotelu z dvema računalnikoma, 22.000 dolarjev gotovine in pištolo. Kmalu zatem so aretirali še dva njegova sodelavca Christopherja Scotta in Patricka Toeya. 18. maja je 24 letni Jonathan James storil samomor, ker se je bal, da bo pristal v zaporu zaradi sodelovanja z Gonzalezom. V poslovilnem pismu je napisal, da nima nič z vdori v sisteme.
Avgusta 2008 so bili Albert Gonzalez, Patrick Toey, Christopher Scott in Stephen Watt obtoženi v New Yorku za vdor v Dave and Buster's, v Massachusettsu za vdor v TJX Companies, BJ's Wholesale, Office Max in še nekaj podjetij. Avgusta 2009 so bili Gonzalez, Toey in 2 ruska hekerja obtoženi v New Jerseyu zaradi vdora v Heartland. Tožilci pravijo, da so žrtve izgubile vsaj 400 milijonov dolarjev, ukradenih pa je bilo več kot 170 milijonov številk kartic. Dejanske številke o tem koliko so Gonzalez in drugi zaslužili, pa ostaja skrivnost.
Albert Gonzalez je bil obsojen na 20 let, Patrick Toey na 5 let, Christopher Scott na 7 let in Stephen Watt na 2 leti zaporne kazni.